# 奥克·亨里克松·托特

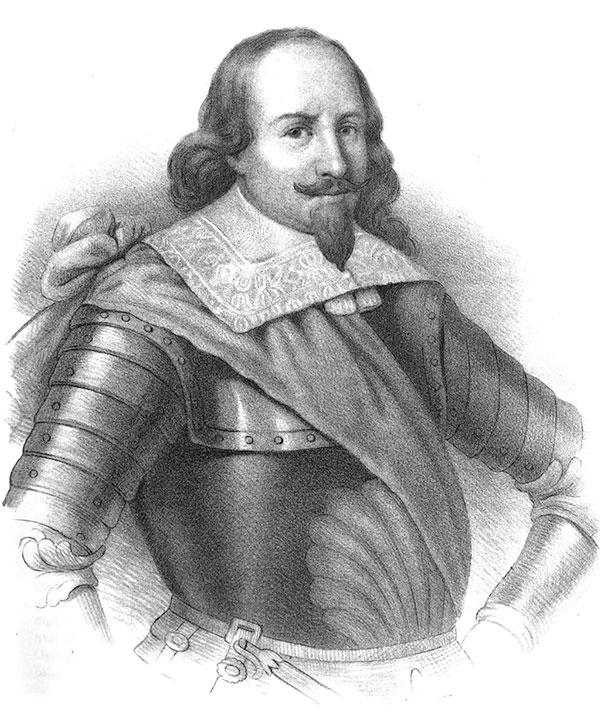
奥克·托特肖像，奥托·沃尔格伦绘

奥克·亨里克松·托特（瑞典語：Åke Henriksson Tott），也称奥克·托特、阿卡提乌斯·托特，1598年6月4日出生于新地区基尔克涅米庄园，1640年7月15日去世于埃乌拉约基拉维拉庄园，是一名瑞典军人，1630年担任议员，1631年任元帅。他是亨里克·克拉松·托特和埃里克十四世之女西格丽德·埃里克多特·瓦萨的儿子。在他生活的时代，托特夫妇拥有埃科尔松德、顺德比、基尔克涅米、柳克西亚拉和瓦尔察拉等地产。由于他自己的努力，他还获得了罗斯托克郊外的波尔肖庄园、埃乌拉约基市镇内的沃约基、拉维拉和伊尔扬内三个庄园以及瑞属立窝尼亚利胡拉县的土地作为奖赏。
托特最初在乌普萨拉学习，师从约翰内斯·梅塞纽斯，在那里他已经是一位杰出的战士，很有名望。1613年，15岁的托特参加了在德国的战争。1627年，他成为芬兰一个骑兵团的上校。他于1630年成为骑兵少将，同年晚些时候成为将军和国民议会议员，1631年晋升为陆军元帅。
他在1627年参加了波兰战争中的格雷宾战役，1631年参加了德国战争中的布雷滕菲尔德战役，并在第二年将神圣罗马皇帝赶出了梅克伦堡。在此期间，由于他火爆的性格，他与外交官约翰·阿德勒·萨尔维乌斯等发生了冲突。只有古斯塔夫二世·阿道夫的直接干预才避免了他与赫尔曼·弗兰格尔的决斗。后来，由于生病，奥克·托特于1632年辞职，1633年返回瑞典，在那里他很少参加议会会议。
托特受到古斯塔夫二世的高度尊重，他称他为“清道夫”，因为他会为其他人扫清障碍。

### 引用论著
- Den introducerade svenska adelns ättartavlor utgivna av Gustaf Elgenstierna, band VIII (Stockholm 1934) sid. 340–341
- Nordisk familjebok, 2:a upplagan, Malmö